# رالف لگت پلیس (کالیفرنیا)
رالف لگت پلیس (به انگلیسی: Ralph Leggett Place) یک منطقهٔ مسکونی در ایالات متحده آمریکا است که در شهرستان مندوسینو، کالیفرنیا واقع شده‌است. رالف لگت پلیس ۶۱۹ متر بالاتر از سطح دریا واقع شده‌است.